# Obra hidràulica

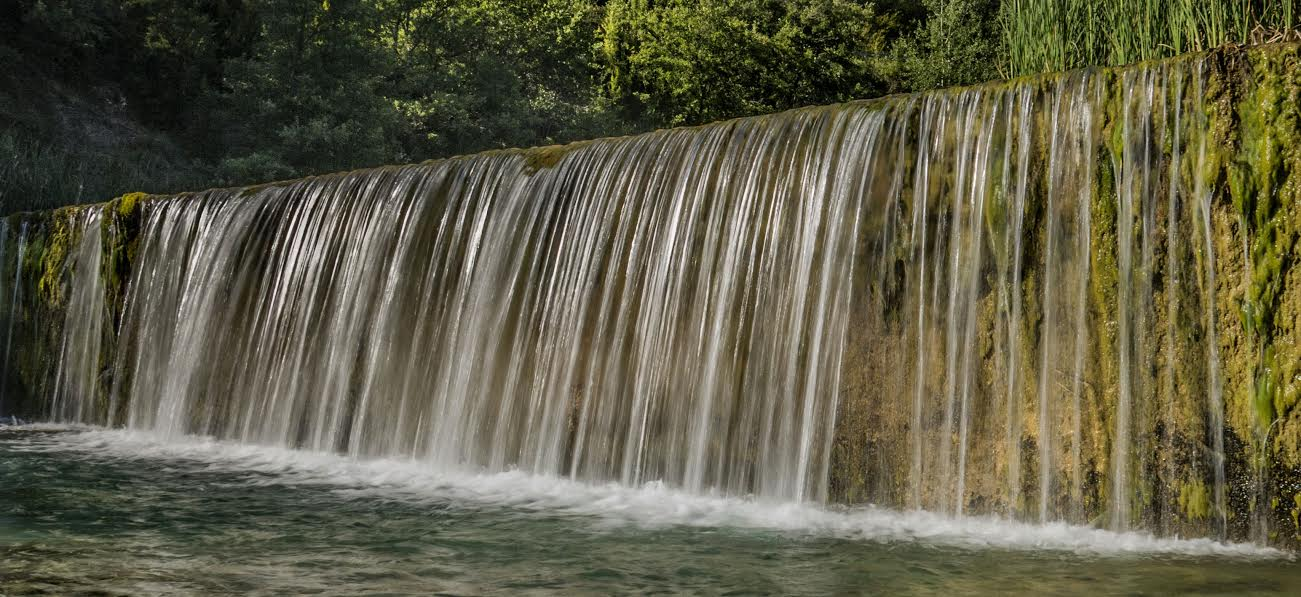
Presa d'aigua del riu Isàvena

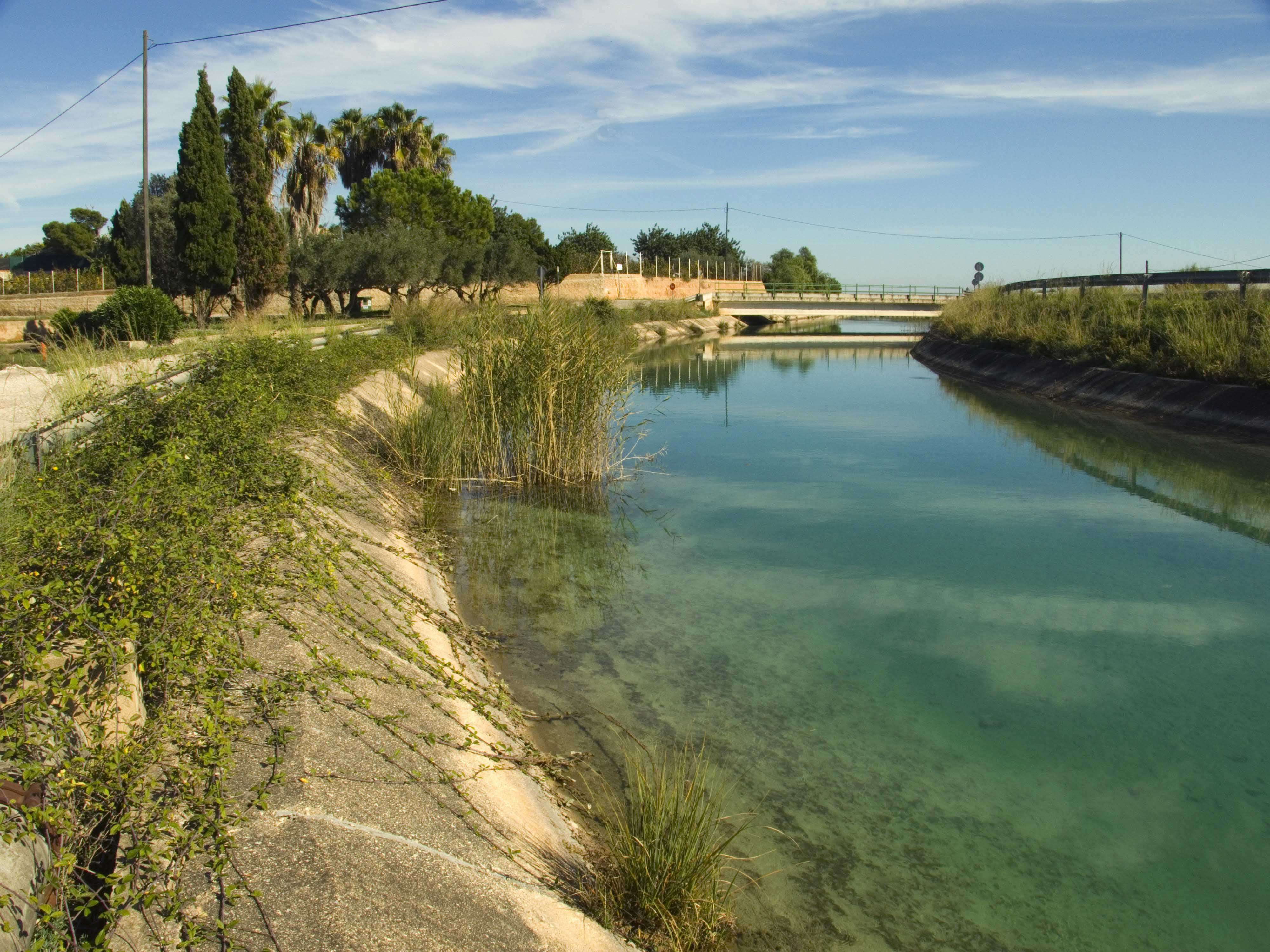
Canal Xúquer-Túria

S'entén per obra hidràulica  o  infraestructura hidràulica  una construcció, en el camp de l'enginyeria civil, on l'element dominant té a veure amb l'aigua.
Generalment es consideren obres hidràuliques:
- Canals, que poden constar de diversos elements com per exemple:
  - Boqueres de derivació;
  - Comporta d'entrada;
  - Controls de nivell de l'aigua al canal;
  - Dispositius per a la mesura del cabal;
  - Dispositius de seguretat;
  - Bassa d'aigua, considerant les construïdes artificialment.
  - Cruces:
    - Canal de reg amb dren → pont canal
    - Canal de reg o de drenatge amb camins rurals → claveguera o pont

- Represes, que poden constar de les següents parts:
  - Abocador o sobreeixidor;
  - Descàrrega de fons;
  - Conques de dissipació;
  - Boqueres per als diversos usos de l'embassament;
  - Escala de peixos;
  - Obres provisionals durant la construcció:
    - Túnel de derivació;
    - Ensevaderas.

- Estacions de bombament, que poden constar de les següents parts:
  - Canal d'aproximació;
  - Reixa per al desbast i la retenció de fins;
  - Cambra de succió;
  - Bomba;
  - Motor, el que pot ser de molt diversos tipus, i conseqüentment exigir infraestructura de suport diverentes, com poden ser: estacions de transformació d'energia elèctrica, o dipòsits de combustible.;
  - Línia d'impulsió;
  - Dispositiu per esmorteir el cop d'ariet;

- Rescloses, que poden constar de les següents parts:
  - Àrees d'espera, a l'entrada i sortida de la resclosa;
  - Reserves d'aigua per a l'ompliment de la resclosa;
  - Canals d'ompliment i buidatge;
  - Comportes;
  - Dispositius electromecànics per a immobilitzat i moure els vaixells;

- Sistema d'abastament d'aigua potable;
- Sistema de recollida d'aigües residuals;
- Sistemes de reg;
- Sistemes de drenatge;
- Defenses riberenques;
- Recàrrega d'aqüífers, Pous d'absorció.